# Michèle Morganová
Michèle Morganová (rodným jménem Simone Renée Rousselová, 29. února 1920 Neuilly-sur-Seine – 20. prosince 2016 Meudon) byla francouzská herečka, která byla považována za jednu z nejlepších francouzských hereček dvacátého století. V roce 1946 na prvním ročníku Filmového festivalu v Cannes získala cenu za film La Symphonie pastorale za nejlepší herečku a v roce 1992 dostala Čestného Césara.

## Život
Michèle Morganová se narodila v Neuilly-sur-Seine, Hauts-de-Seine ve Francii. Vyrůstala v Dieppe, Seine-Maritime ve Francii.

## Herecká kariéra
V patnácti letech opustila domov a přestěhovala se do Paříže, aby se stala herečkou. V Paříži chodila na hodiny herectví k René Simonovi a mezitím hrála v několika filmech, aby si hodiny mohla zaplatit. Tehdy si změnila jméno na "Michèle Morganovou" (nepřechýleně Michèle Morgan) a vyjádřila se, že nemá fyzické vlastnosti Simone, a nové jméno podle ní zní více přátelsky.
Michèle Morganové si poprvé všiml režisér Marc Allégret, který jí nabídl hlavní roli ve filmu Gribouille (1937). Potom vyšel Le Quai des brumes (1938) podle režiséra Marcela Carné a Remorques (1940), kde byl režisérem Jean Grémillon.
Po německé invazi ve Francii roku 1940 odešla do Spojených států, kde v roce 1941 uzavřela smlouvu s RKO Pictures. Její kariéra byla spíše neuspokojivá, kromě Joan of Paris (1942) a Higher and Higher (1943).
Byla silně zvažována na hlavní ženskou roli ve filmu Casablanca (1942), ale RKO ji nemohli uvolnit peníze, které Warner Bros mohl. A tak Morganová pracovala pro Warner Bros nicméně v Passage to Marseille (1944) s Humphrey Bogartem.
Po válce se Morganová vrátila do Francie a pokračovala se svou kariérou u filmu La Symphonie Pastorale (1946) s režisérem Jean Delannoy, za který dostala cenu za nejlepší herečku na Filmovém festivalu v Cannes. V šedesátých letech hrála ještě naplno, ale v sedmdesátých letech hrála pouze příležitostně.
Za svůj přínos k filmovému průmyslu má Morganová hvězdu na Hollywoodském chodníku slávy na 1645 Vine Street. V roce 1969 jí francouzská vláda udělila Légion d'Honneur. Za svou dlouhou službu francouzskému filmovému průmyslu získala v roce 1992 cenu Čestného Césara. V roce 1996 obdržela na Filmovém festivalu v Benátkách Zlatého lva za celoživotní úspěch.

## Osobní život a smrt
V roce 1942 si vzala za manžela Williama Marshalla. V roce 1944 se jim narodil syn Mike, který v roce 2006 zemřel ve svých 60 letech. S Williamem Marshallem se rozvedli v roce 1948. V roce 1950 vzala francouzského herce Henriho Vidala, se kterým zůstala až do jeho smrti v roce 1959. Poté od roku 1960 žila s režisérem a hercem Gérardem Ourym, který zemřel v roce 2006.
Michèle Morganová zemřela 20. prosince 2016 ve věku 96 let v Meudonu ve Francii, zemřela přirozenou smrtí. Její pohřeb se konal 23. prosince v kostele Église Saint-Pierre v Neuilly-sur-Seine, byla pohřbena na hřitově Montparnasse.

## Dílo

### Film
- 1966 Ztracená jednotka (Lost Command) USA – role: hraběnka Natalie de Clairefons

## Galerie

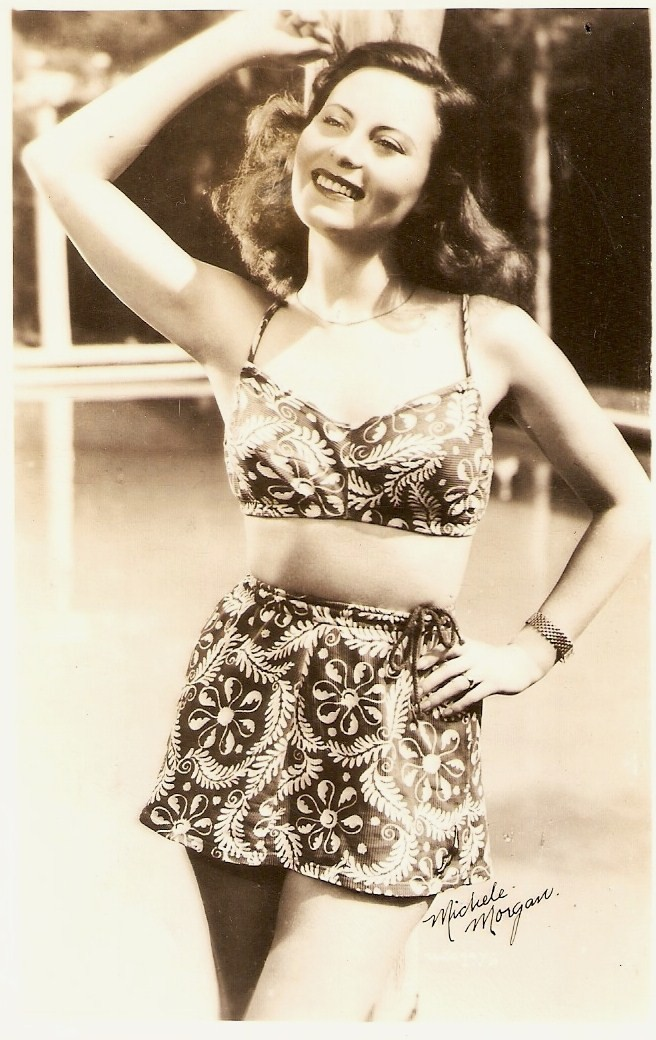
Okolo 1940 v Hollywood films
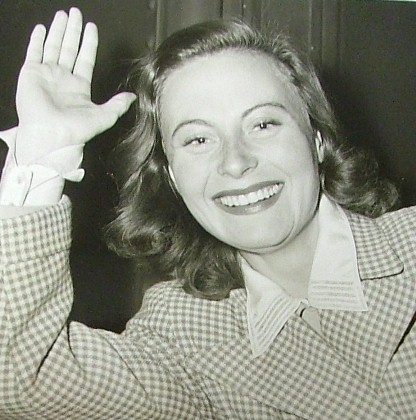
Rok 1942, premiéra filmu Joan of Paris
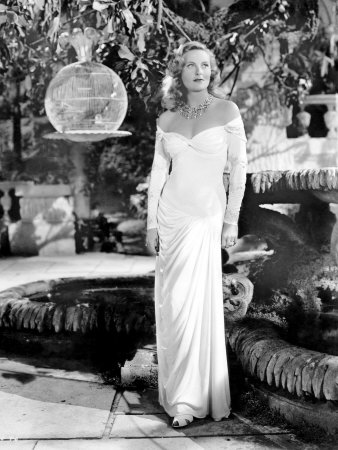
Rok 1946, propagační foto pro film The Chase
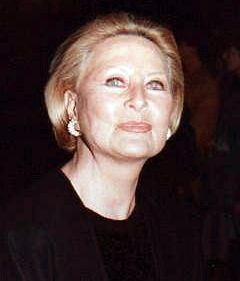
Rok 1995